# Bloody Mary (film)
Bloody Mary este un film american thriller de groază din 2006 scris și regizat de Richard Valentine pe baza personajului folcloric omonim. Rolurile principale au fost interpretate de actorii  Jaason Simmons, Kim Tyler, Matt Borlenghi și Cory Monteith.

## Distribuție
- Kim Tyler	...	Natalie
- Matthew Borlenghi	...	Bobby (ca Matt Borlenghi)
- Danni Ravden	...	Jenna (ca Danni Hamilton)
- Troy Turi	...	Johnny
- Christian Schrapff	...	Scooter
- Amber Borycki	...	Tabitha
- Cory Monteith	...	Paul
- Richard Carmen	...	Dr. McCarty